# Campylaspis laticarpa
Campylaspis laticarpa är en kräftdjursart som beskrevs av Hansen 1920. Campylaspis laticarpa ingår i släktet Campylaspis och familjen Nannastacidae. Inga underarter finns listade i Catalogue of Life.